# Goethe-Zertifikat C2

Musterzeugnis der früheren ZOP

Das Goethe-Zertifikat C2 ist ein DaF-Zertifikat. Die sog. Zentrale Oberstufenprüfung (ZOP) wurde am 1. Januar 2012 in das Goethe-Zertifikat C2 integriert.
Mit dem Zeugnis  des Goethe-Instituts werden differenzierte Kenntnisse der deutschen Standardsprache nachgewiesen. Diese Sprachkenntnisse sollten es dem Prüfling erlauben, schwierige Texte zu verstehen und sich mündlich und schriftlich gewandt auszudrücken.
Das Zertifikat ist als Bescheinigung der qualifizierten Beherrschung der deutschen Sprache im Berufsleben geschätzt. Das Zeugnis der bestandenen Prüfung befreit an deutschen Hochschulen von der sprachlichen Aufnahmeprüfung. Der Prüfung wird außerdem die maximale Stufe C2 nach GER
(ALTE Level 5 Sprache) zugewiesen.
Die Prüfungen des Goethe-Instituts dienen zum Nachweis von Sprachkenntnissen in Deutsch als Fremdsprache und Deutsch als Zweitsprache unabhängig vom Besitz der deutschen Staatsangehörigkeit. Es gibt keine Altersbeschränkung, allerdings wird ein Mindestalter von 16 Jahren empfohlen.